# Longué-Jumelles
Longué-Jumelles là một xã trong vùng hành chính Pays de la Loire, thuộc tỉnh Maine-et-Loire, quận Saumur, tổng Longué-Jumelles. Tọa độ địa lý của xã là 47° 22' vĩ độ bắc, 00° 06' kinh độ đông. Longué-Jumelles nằm trên độ cao trung bình là 40 mét trên mực nước biển, có điểm thấp nhất là 20 mét và điểm cao nhất là 65 mét. Xã có diện tích 96,00 km², dân số vào thời điểm 2005 là 7059 người; mật độ dân số là 74 người/km².

## Thông tin nhân khẩu
| 1962  | 1968  | 1975  | 1982  | 1990  | 1999  |
| ----- | ----- | ----- | ----- | ----- | ----- |
| 5 627 | 5 936 | 6 317 | 6 773 | 6 781 | 6 928 |

## Các thành phố kết nghĩa
- Sinsheim, Đức